# Pau
 For alternative betydninger, se Pau (flertydig). (Se også artikler, som begynder med Pau)
Pau er en by i det sydvestlige Frankrig. Den er hovedstad i departementet Pyrénées-Atlantiques. Samtidig er byen hovedby i den tidligere franske provins Béarn, som har 350.000 indbyggere.
Da 9. etape af Tour de France 2020 havde start i Pau, var det 72. gang at byen var på rutekortet i Tour de France.